# Balanza de muelle

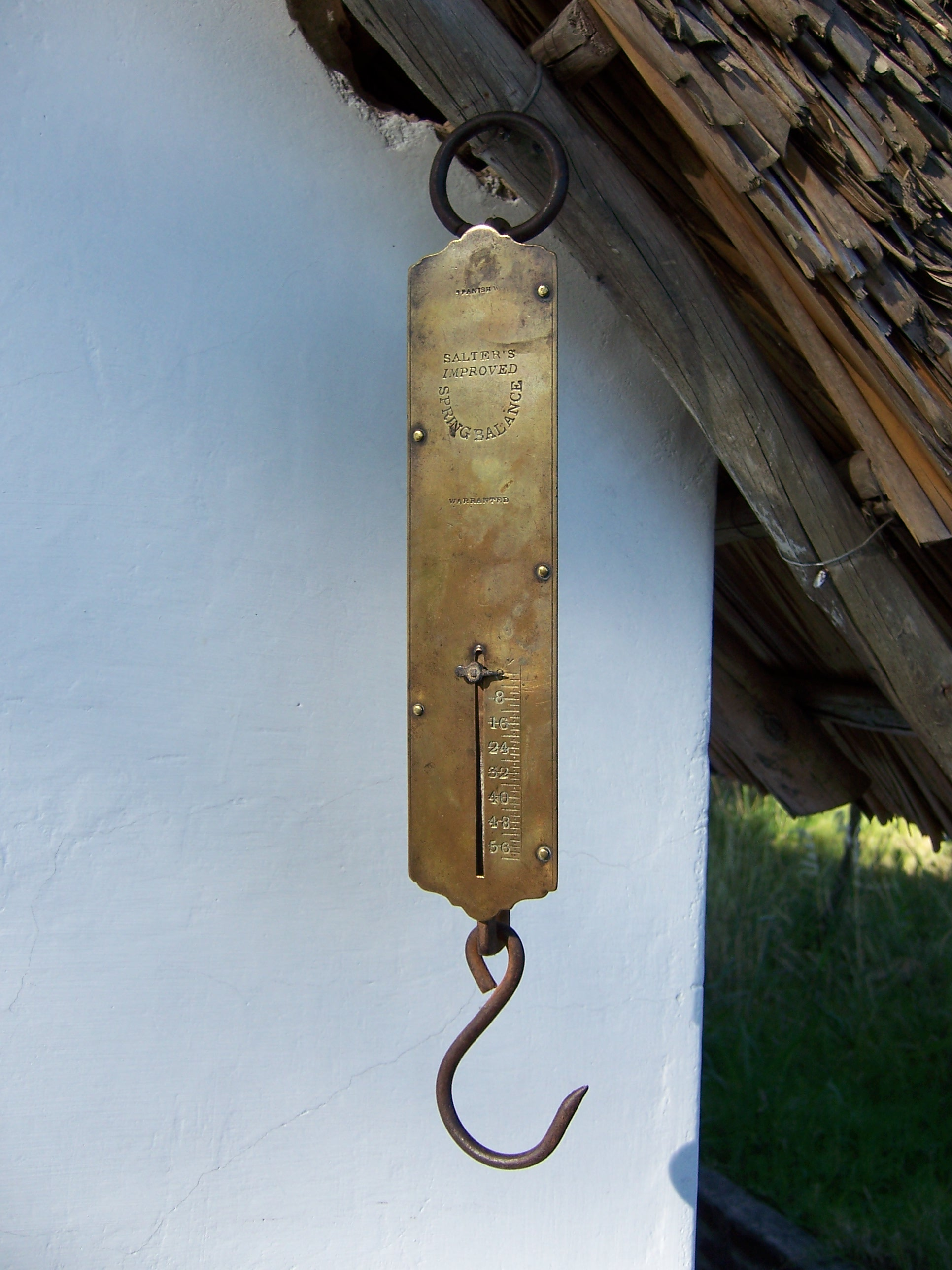
Balanza de muelle clásica

La balanza de muelle o balanza de resorte es un instrumento, también conocido como dinamómetro en los entornos profesionales. Es un dispositivo que mide la  fuerza por ejemplo el peso de un objeto. La balanza de muelle tradicional o mecánica consiste en la medición de la elongación de un resorte mediante una corredera móvil sobre una escala graduada .
Funciona por la ley de Hooke, que establece que la fuerza necesaria para alargar un resorte es proporcional a la longitud que se extiende el resorte desde su posición de reposo. Las marcas de la escala de una balanza de muelle suelen estar espaciadas por igual ya que utilizan la parte lineal de la extensión del muelle (en la parte extrema de su recorrido no lo estarían).
Entre otras aplicaciones, se pueden citar el pesaje de silos en agricultura, el pesaje de camiones y vagones del transporte por carretera y ferrocarril o de materiales transportados por cintas.

## Historia

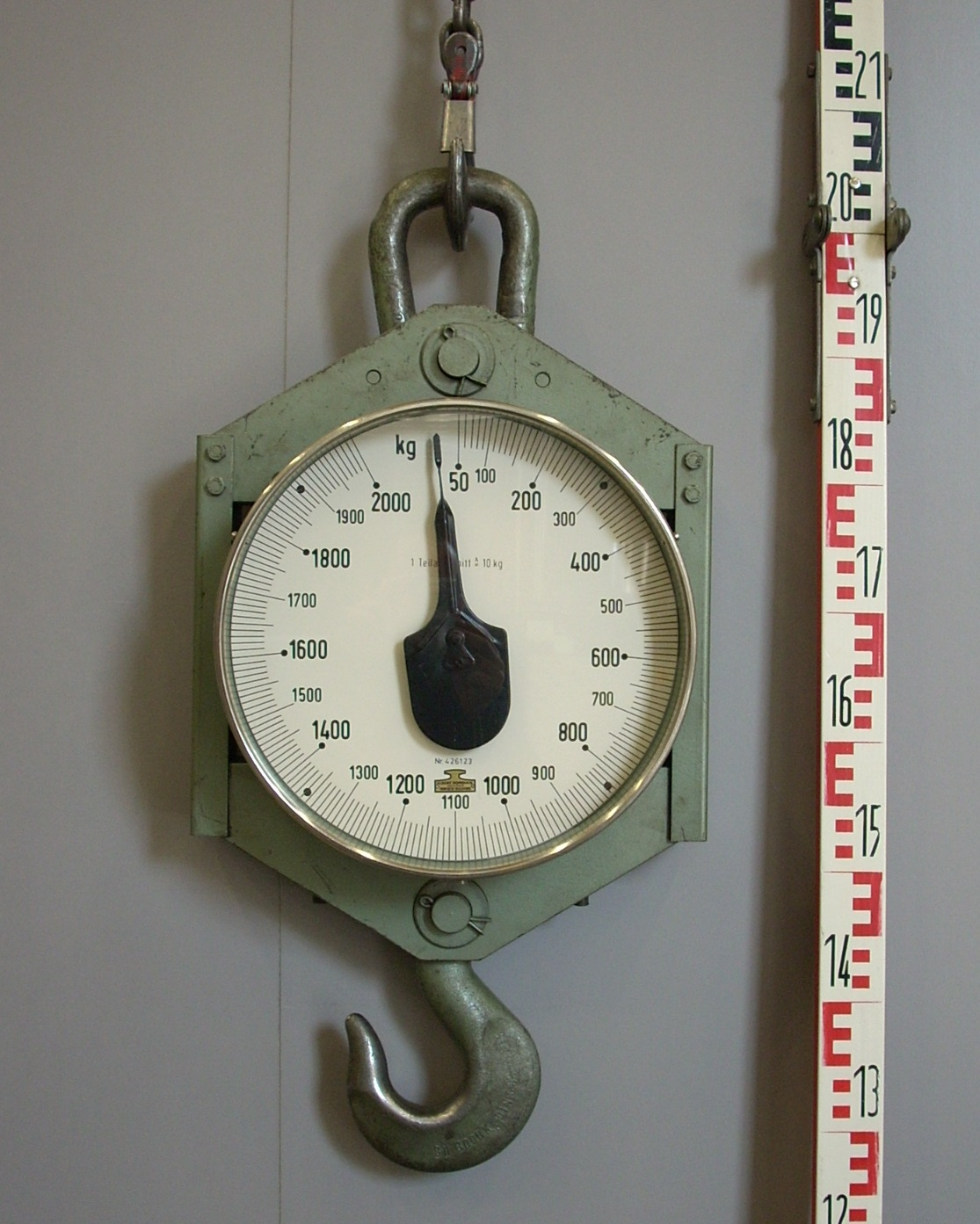
Balanza de muelle espiral

Fue  Richard Salter quien en 1838 patentó la balanza de muelle  
en Gran Bretaña  en Bilston, cerca de Wolverhampton  Él y sus sobrinos John & George fundaron la firma  George Salter & Co. , aún hoy ´
día notables fabricantes de básculas y balanzas,. También aplicaron el mismo principio 
de la balanza de resorte en la  válvula de seguridad de la  locomotora vapor, 
en sustitución de las válvulas de peso muerto anteriores.

## Balanza de muelle electrónica
La balanza de muelle electrónica es un dispositivo que permite la transformación de un peso en una señal eléctrica. Se compone normalmente de cuatro resistencias, un calibrador de tensión dispuesto en forma de puente de Wheatstone.  se suministra una corriente eléctrica al puente; cuando el muelle no está sometido a ninguna tensión, el puente está en equilibrio. En cambio, cuando se aplica una fuerza, la resistencia eléctrica del medidor de deformación se ve alterada por la deformación, entonces se mide la resistencia mediante el puente equilibrado, permitiendo determinar la fuerza experimentada.

## Balanza de muelle hidráulica
Aunque la mayoría de las balanzas de muelle son dispositivos electrónicos, nos encontramos con otros tipos, por ejemplo las  balanzas de muelle hidráulicas. Estas se emplean cuando el uso de una balanza de muelle electrónica da problemas. Por ejemplo, una balanza de muelle hidráulica es insensible a voltajes muy altos, entre otros los debidos a un rayo cuando hay tormentas. Así que se utilizan con más frecuencia en el exterior de los edificios.